# Портной, Владимир Кимович
Владимир Кимович Портной (23 апреля 1939, Москва — 29 октября 2018, Москва) — советский и российский учёный-металлург, специалист в области металловедения и сверхпластичности металлов и сплавов. Доктор технических наук, профессор кафедры металловедения цветных металлов МИСиС.

## Биография
Окончил Московский институт цветных металлов и золота и оставлен на кафедре металловедения цветных металлов для работы научным сотрудником, В. К. Портной защитил кандидатскую диссертацию в 1968 году и докторскую диссертацию на тему «Формирование ультрамелкозернистой структуры сплавов на разной основе для сверхпластической формовки» в 1988 году.
С 1990 года по 2018 год работал профессором в Национальном исследовательском технологическом университете «МИСиС».

## Научная и деятельность
Работы В. К. Портного были направлены на создание жаропрочных и теплопроводных медных сплавов для ракетных двигателей, а также на исследование в микрозеренной сверхпластичности.
Им установлены механизмы сверхпластической деформации в сплавах разного структурного типа, разработаны основы производства изделий из сплавов с использованием эффекта сверпластичности, созданы новые сплавы. Работы В. К. Портного опубликованы в ведущих мировых научных журналах.
Автор более 20 учебных пособий и лабораторных практикумов, один из основных авторов учебников «Металловедение» и «Дефекты кристаллического строения металлов и методы их анализа» (В. К. Портной, А. И. Новиков, И. С. Головин. — М.: Изд. Дом МИСиС, 2015).

## Книги
- Новиков И. И., Портной В. К. Сверхпластичность сплавов с ультрамелким зерном. М., Металлургия, 1981.
- Новиков И. И., Портной В. К. Сверхпластичность металлов и сплавов. М., Металлургия, Справочник Металловедение и термообработка стали. 1983.

## Статьи
- В. К. Портной «Роль оптимизации гетерогенности в подготовке ультрамелкозернистой структуры сверхпластичных сплавов», Изв. ВУЗов «Цветная металлургия», N 1,с.93-107, 1985
- Novikov, I.I., Portnoy, V.K., Terentieva, T.E. Analysis of superplastic deformation mechanisms in Zn-22 % Al alloy on the basis of electron microscopy topographic investigations(1977) Acta Metallurgica, 25 (10), pp. 1139—1149.
- Portnoy, V.K., Novikov, I.I. valuation of grain boundary sliding contribution to the total strain during superplastic deformation (1998) Scripta Materialia, 40 (1), pp. 39-43
- Novikov, I.I., Portnoy, V.K., Levchenko, V.S. Investigation of structural changes during superplastic deformation of Zn-22 % Al alloy by replica locating technique (1981) Acta Metallurgica, 29 (6), pp. 1077—1090.
- Novikov, I.I., Portnoy, V.K., Titov, A.O., Belov, D.Yu. Dynamic recrystallization at superplastic deformation of duralumin with initial recrystallized structure(2000) Scripta Materialia, 42 (9), pp. 899—904.
- Novikov, I.I., Portnoi, V.K. Superlasticity of metallic materials with an ultrafine-grained structure(1977) Metal Science and Heat Treatment, 19 (8), pp. 668—672. Архивная копия от 13 июня 2018 на Wayback Machine
- Mikhaylovskaya, A.V., Kotov, A.D., Pozdniakov, A.V., Portnoy, V.K. A high-strength aluminium-based alloy with advanced superplasticity (2014) Journal of Alloys and Compounds, 599, pp. 139—144.
- Mikhaylovskaya, A.V., Yakovtseva, O.A., Golovin, I.S., Pozdniakov, A.V., Portnoy, V.K. Superplastic deformation mechanisms in fine-grained Al-Mg based alloys (2015) Materials Science and Engineering A, 627, pp. 31-41.
- Mikhaylovskaya, A.V., Mochugovskiy, A.G., Levchenko, V.S., Tabachkova, N.Y., Mufalo, W., Portnoy, V.K. Precipitation behavior of L12 Al3Zr phase in Al-Mg-Zr alloy (2018) Materials Characterization, 139, pp. 30-37.
- Kotov, A.D., Mikhaylovskaya, A.V., Kishchik, M.S., Tsarkov, A.A., Aksenov, S.A., Portnoy, V.K. Superplasticity of high-strength Al-based alloys produced by thermomechanical treatment(2016) Journal of Alloys and Compounds, 688, pp. 336—344.
- Portnoy, V.K., Rylov, D.S., Levchenko, V.S., Mikhaylovskaya, A.V. The influence of chromium on the structure and superplasticity of Al-Mg-Mn alloys (2013) Journal of Alloys and Compounds, 581, pp. 313—317.
- Mikhaylovskaya, A.V., Mosleh, A.O., Kotov, A.D., Kwame, J.S., Pourcelot, T., Golovin, I.S., Portnoy, V.K. Superplastic deformation behaviour and microstructure evolution of near-α Ti-Al-Mn alloy(2017) Materials Science and Engineering A, 708, pp. 469—477.

## Награды и премии
- Золотая медаль ВДНХ за создание испытательной машины (1963).
- Премия Д. К. Чернова за монографию «Сверхпластичность сплавов с ультрамелким зерном» (1981).